# Red de distribución de energía eléctrica

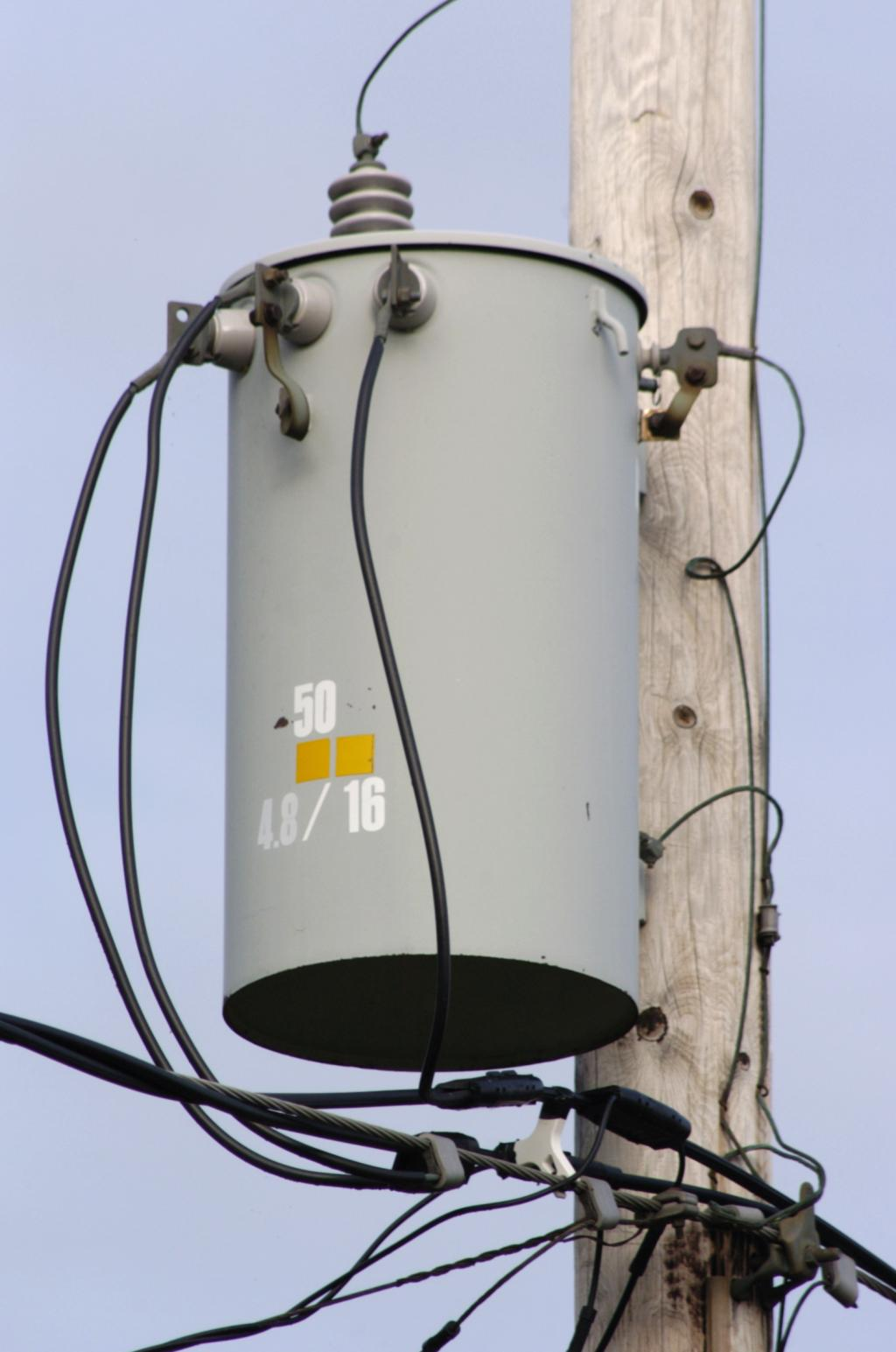
Transformador de distribución montado sobre un poste. Las marcas pintadas indican que la capacidad nominal de potencia aparente es de 50 kVA. Cerca de Dunville, Ontario, Canadá.

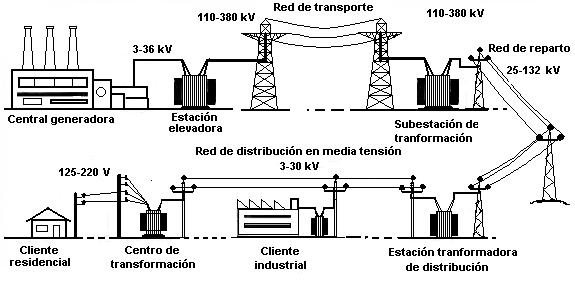
Sistema de suministro eléctrico.

La Red de Distribución de la Energía Eléctrica o Sistema de Distribución de Energía Eléctrica es la parte del sistema de suministro eléctrico cuya función es el suministro de energía desde la subestación de distribución hasta los usuarios finales (medidor o contador del cliente). Se lleva a cabo por los Operadores del Sistema de Distribución (Distribution System Operator o DSO en inglés), también denominados distribuidores de electricidad.
Los elementos que conforman la red o sistema de distribución son los siguientes:
- Subestación de distribución: conjunto de elementos (transformadores, interruptores, seccionadores, etc.) cuya función es reducir los niveles de alta tensión de las líneas de transmisión (o subtransmisión) hasta niveles de media tensión, para su ramificación en múltiples salidas.
- Circuito primario.
- Circuito secundario.

## Historia

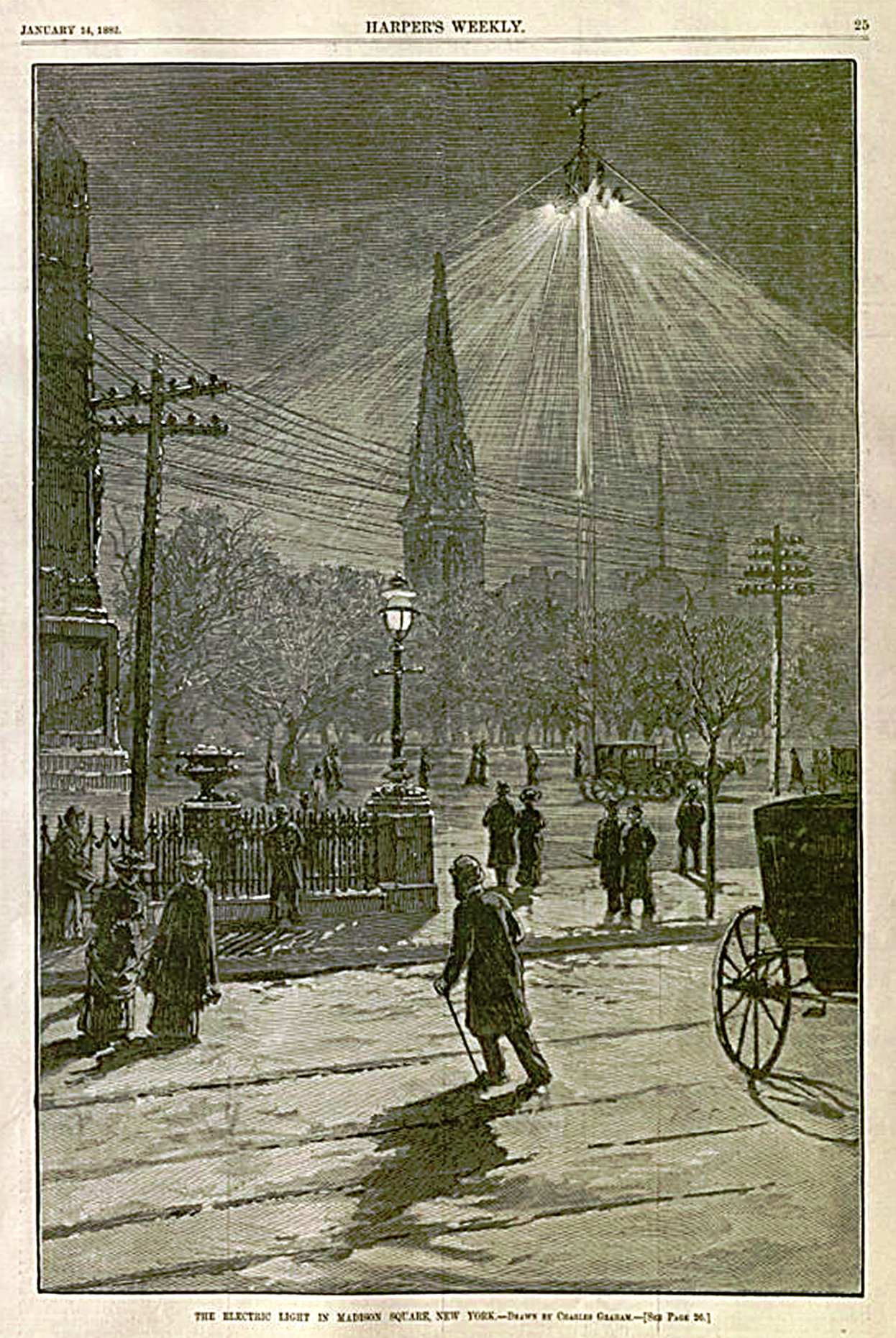
A finales de la década de 1870 y principios de la década de 1880 se introdujo la lámpara de arco utilizada en el exterior o en grandes espacios interiores como este sistema de Brush Electric Company instalado en 1880 en la ciudad de Nueva York.

La distribución de energía eléctrica se hizo necesaria en la década de 1880, cuando se empezó a generar electricidad en centrales eléctricas. Antes de eso se solía generar electricidad en la que se utilizaba. Los primeros sistemas de distribución de energía instalados en las ciudades europeas y estadounidenses se utilizaron para suministrar iluminación: la luz de arco funcionando con una tensión muy alta (alrededor de 3.000 voltios) en corriente alterna (CA) o corriente continua (CC), y la luz incandescente funcionando con corriente continua de baja tensión (100 voltios). Los dos sistemas estaban suplantando los sistemas de alumbrado de gas, con el alumbrado de arco que se apodera del alumbrado público y de grandes superficies, y la iluminación incandescente que sustituye al gas para la iluminación comercial y residencial.
Debido a las altas tensiones utilizadas en la iluminación de arco, una sola central generadora podría suministrar una larga serie de luces, hasta 11 km de circuitos. Cada duplicación de la tensión permitiría que un cable del mismo tamaño transmitiera la misma cantidad de potencia cuatro veces la distancia para una pérdida de potencia determinada. De los sistemas de iluminación interior incandescente de corriente continua, por ejemplo el primer Edison en Pearl Street Station instalado en 1882, tuvo dificultades para abastecer a los clientes a más de una milla de distancia. Esto se debió al sistema bajo de 110 voltios que se utilizaba en todo el sistema, desde los generadores hasta el uso final. El sistema de corriente continua de Edison necesitaba cables conductores de cobre gruesos y las plantas generadoras debían estar a 2,4 km del cliente más lejano para evitar conductores excesivamente grandes y caros.

### Introducción del transformador
El problema de transmitir electricidad a distancias más largas se convirtió en un obstáculo de ingeniería reconocido para la distribución de energía eléctrica, con muchas soluciones poco satisfactorias probadas por empresas de iluminación. Pero a mediados de la década de 1880 se produjo un gran avance con el desarrollo de transformadores funcionales que permitieron "aumentar" la alimentación de CA a un voltaje mucho más alto para la transmisión, y luego reducir a un voltaje más bajo cerca del usuario final. En comparación con la corriente continua, la CA tenía costos de transmisión mucho más baratos y mayores economías de escala, con grandes plantas generadoras de CA capaces de abastecer a ciudades y regiones enteras, lo que llevó a que el uso de la CA se extendiera rápidamente.
En los EE. UU., la competencia entre la corriente continua y la corriente alterna tomó un giro personal a fines de la década de 1880 en forma de una "guerra de corrientes" cuando Thomas Edison comenzó a atacar a George Westinghouse y su desarrollo de los primeros sistemas de transformadores de CA de EE. UU., destacando las muertes causadas por los sistemas de CA de alto voltaje a lo largo de los años y afirmando que cualquier sistema de CA era inherentemente peligroso. La campaña de propaganda de Edison duró poco y su empresa cambió a CA en 1892.
La CA se convirtió en la forma dominante de transmisión de energía con innovaciones en Europa y EE. UU. en diseños de motores eléctricos y el desarrollo de "sistemas universales" diseñados que permitieron conectar una gran cantidad de sistemas heredados a grandes redes de CA.
En la primera mitad del siglo XX, en muchos lugares la industria de la energía eléctrica estaba integrada verticalmente, lo que significa que una empresa generaba, transmitía, distribuía, medía y facturaba. A partir de las décadas de 1970 y 1980, las naciones comenzaron el proceso de desregulación y privatización, que condujo al mercado de electricidad. El sistema de distribución permanecería regulado, pero los sistemas de generación, venta al por menor y, a veces, transmisión se transformaron en mercados competitivos.

## Etapas
La distribución de la energía eléctrica desde las subestaciones de transformación de la red de transporte se realiza en dos etapas.
La primera está constituida por la red de reparto, 
que, partiendo de las subestaciones de transformación, reparte la energía, normalmente mediante anillos que rodean los grandes centros de consumo, hasta llegar a las estaciones transformadoras de distribución. Las tensiones utilizadas están comprendidas entre 25 y 132 kV. Intercaladas en estos anillos están las estaciones transformadoras de distribución, encargadas de reducir la tensión desde el nivel de reparto al de distribución en media tensión.
La segunda etapa la constituye la red de distribución propiamente dicha, con tensiones de funcionamiento de 3 a 30 kV y con una característica muy radial. Esta red cubre la superficie de los grandes centros de consumo (población, gran industria, etc.), uniendo las estaciones transformadoras de distribución con los centros de transformación, que son la última etapa del suministro en media tensión, ya que las tensiones a la salida de estos centros es de baja tensión (125/220 o 220/380 V). 
En Argentina, las distribuidoras más importantes se agrupan dentro de ADEERA, la Asociación de Distribuidores de Energía Eléctrica de la República Argentina. Es una organización sin fines de lucro creada en 1992 y conformada por 48 distribuidoras de energía eléctrica. Estas empresas son de origen público, privado y también cooperativo.
Las líneas que forman la red de distribución se operan de forma radial, sin que formen mallas, al contrario que las redes de transporte y de reparto. Cuando existe una avería, un dispositivo de protección situado al principio de cada red lo detecta y abre el interruptor que alimenta esta red.
La localización de averías se hace por el método de "prueba y error", dividiendo la red que tiene la avería en dos mitades y energizando una de ellas; a medida que se acota la zona con avería, se devuelve el suministro al resto de la red. Esto ocasiona que en el transcurso de localización se pueden producir varias interrupciones a un mismo usuario de la red.

## Topologías típicas de redes de distribución

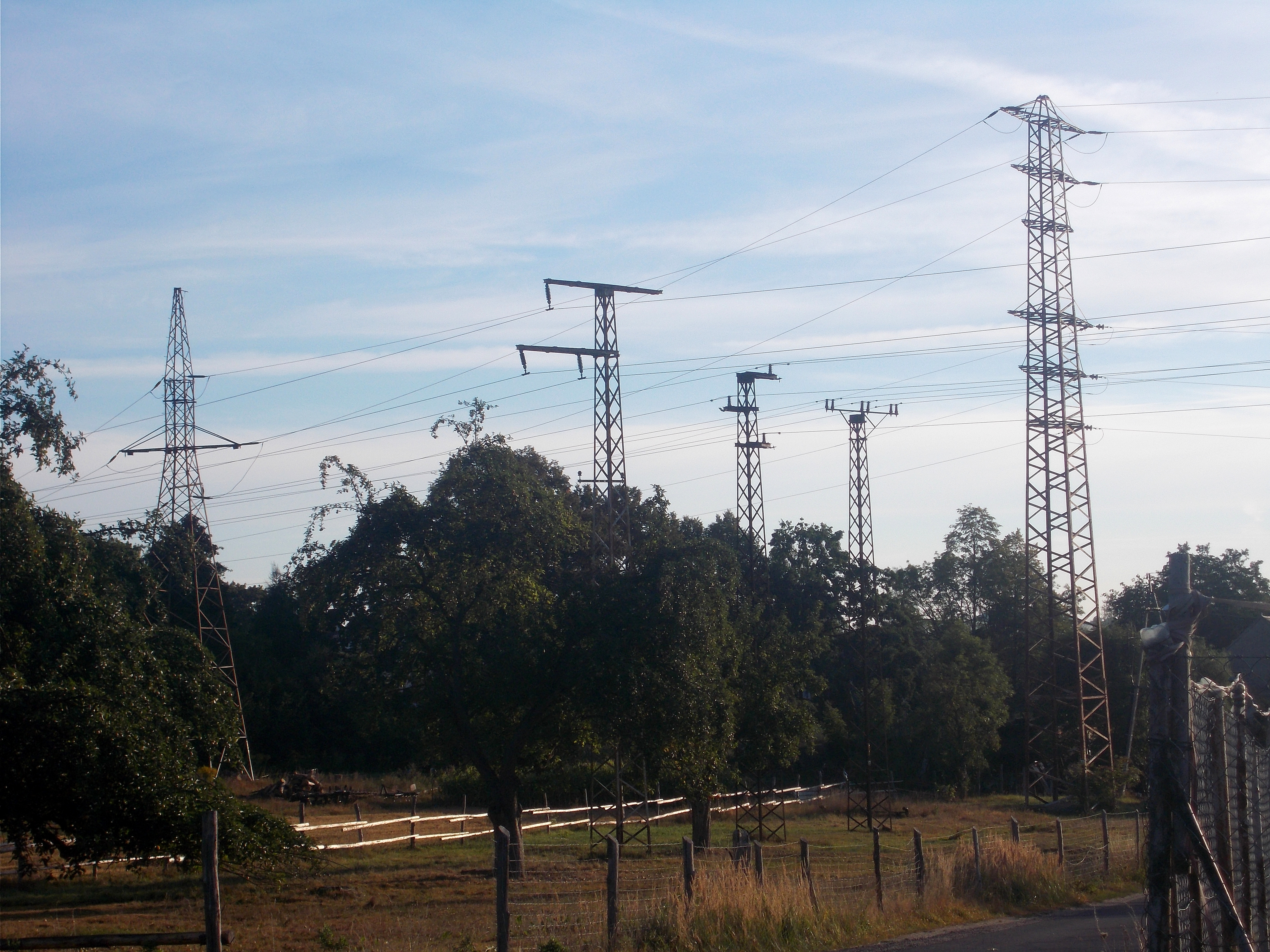
Torres eléctricas de 20 kV en Polonia

La topología de una red de distribución es referida al esquema o arreglo de la distribución, esto es la forma en que se distribuye la energía por medio de la disposición de los segmentos de los circuitos de distribución. En este sentido se enfoca a la forma de como se distribuye la energía a partir de la fuente de suministro.

### Red radial o red en antena
Se caracteriza por la alimentación de uno solo de sus extremos transmitiendo la energía en forma radial a los receptores y el emisor. Además presenta un cableado en las partes.

#### Ventajas
Resaltan su simplicidad y la facilidad que presentan para ser equipadas de protecciones selectivas.

#### Desventajas
Su falta de garantía de servicio 
.
Estas desventajas pueden ser compensadas en la actualidad con los dispositivos modernos de desconexión automática de la zona en falla llamados "Órganos de Corte de Red" o la utilización de los dispositivos llamados "Reconectadores" que desconectan y cierran la zona en falla, procurando de esa manera despejar la zona en falla y volver el servicio sobre la línea completa.

### Redes en bucle abierto
Esto significa que cualquier punto de consumo, en esta estructura, puede ser alimentado por dos posibles caminos eléctricos, dado que uno solo de estos dos caminos es efectivo, la emergencia se realiza mediante esta posibilidad de bucle.

#### Ventajas
Todas las ventajas de la distribución en redes radiales y además la posibilidad de alimentar alternativamente de una fuente u otra, con lo que ante situaciones de falta y utilizando los OCR y Reconectadores, quedaría siempre fuera de servicio la zona en falta más pequeña posible y el resto de la línea en servicio.

#### Desventajas
Si la estructura está alejada del pararrayos la electricidad sería dirigida a la puntas de la tierra lo cual afectaría a las estructuras más cercanas.

### Red mallada
Se colocan los interruptores en una red. Cuando se produce el cortocircuito se abren los dos interruptores adyacentes dejando que el suministro llegue al resto de los puntos, son los más complejos y son sistemas de bucles entrelazados. Un cliente determinado puede recibir suministro de dos, tres, cuatro o más fuentes de alimentación diferentes. Obviamente, la gran ventaja de un sistema de este tipo es la confiabilidad, pero también es el más caro. Por este motivo, normalmente se utiliza solo en zonas urbanas o céntricas congestionadas y de alta densidad de carga.

#### Ventajas
Como ventaja fundamental podemos citar su seguridad de 	servicio y facilidad de mantenimiento.

## Criterios para diseño de redes de distribución

### Regulación
La regulación se relaciona con la caída de tensión en los conductores de una red determinada, en generadores y transformadores eléctricos. No resulta conveniente que haya una caída de tensión excesiva en el conductor porque el usuario final o transformador de MT a BT tensión estaría alimentado por un valor reducido de tensión muy distinto al valor asignado. 
Existen básicamente dos definiciones de regulación, dependiendo del país donde se haga la instalación:
- Normativa estadounidense: la regulación se define como sigue:

{\displaystyle \Delta V\%={\frac {V_{1n}-V_{2n}}{V_{1n}}}}
{\displaystyle V_{2n}} es la tensión en bornes de la carga o transformador
- Normativa europea (IEC): la regulación se define como:

{\displaystyle \Delta V\%={\frac {V_{1n}-V_{2n}}{V_{2n}}}}
donde:
{\displaystyle V_{1n}} es la tensión aguas arriba (parte más cercana a la central de producción) de la carga o transformador, es decir en el alimentador
La regulación dada por IEC es mayor que la normativa americana.

### Corrientes de corto circuito
Las corrientes de cortocircuito para fallas fase a fase estarán limitadas únicamente por las impedancias de la fuente, de la línea, y de la propia falla, así que en la medida que la fuente disponga de más potencia de cortocircuito circulará por la línea mayor corriente.
Las corrientes de cortocircuito fase a tierra, están limitadas por todas las razones anteriores pero además por el sistema de puesta a tierra del neutro de la Red.
Existen varias formas de hacerlo.
Aislado. Que producen las mínimas corrientes y máximas sobretensiones, quizá recomendable para distribuciones no muy extensas y que la necesidad de continuar con la línea en falta en servicio sea imperiosa. La detección de la falta de una forma selectiva tiene cierta complicación. No obstante, se recomienda que se haga la transferencia a una línea sana en el menor tiempo posible.
Puesto directamente a tierra. Que producen las máximas corrientes y mínimas sobretensiones, quizá recomendable para distribuciones extensas y que puedan ser seccionadas mediante dispositivos semiautomáticos o automáticos. La detección selectiva de la falta resulta fácil, con lo que unido al uso de dispositivos automáticos "Reconectadores", se dejaría fuera de servicio la zona en falta.
Otras formas intermedias de tratamiento del neutro, "PaT resistivo", "PaT inductivo", "Corriente muy limitada a unos pocos amperios" "Corriente menos limitada a unos cientos de amperios", "Corriente muy limitada a unos pocos amperios y conectándola casi directamente a tierra durante pequeño espacio de tiempo",etc. todos ellos se pueden acercar más al sistema aislado o al sistema puesto a tierra y cada diseñador de la Red debe sopesar detenidamente las desventajas y ventajas de cada sistema en su caso particular.
Hay que tener en cuenta que la correcta elección es muy importante ya que pasados unos años seá muy difícil reestructurar la Red para cambiar el sistema de puesta a tierra.

## Equilibrio entre producción y consumo
La electricidad es una de las pocas energías que no es posible de almacenar a gran escala (excepto las presas hidráulicas, que pueden ser consideradas reservas electromecánicas de energía de baja inercia). Por ello los operadores de red deben de garantizar el equilibrio entre la oferta y la demanda en permanencia. Si se produce un desequilibrio entre oferta y demanda, se pueden provocar dos fenómenos negativos: 
En el caso en que el consumo supera la producción, se corre el riesgo de “apagón” por la rápida pérdida de sincronismo de los alternadores, mientras que en el caso de que la producción sea superior al consumo, también puede provocarse un “apagón” por la aceleración de los generadores que producen la electricidad.
Esta situación es típica de las redes eléctricas insulares donde la sobre-producción eólica conlleva a veces la aparición de frecuencias "altas" en las redes.
Las interconexiones entre los países pueden repartir mejor el riesgo de apagones en los territorios interconectados, al ser estos solidarios entre sí en la gestión del equilibrio entre la oferta y la demanda.
La aparición masiva de redes de Generación distribuida también conduce a tener en cuenta este balance global de las redes, especialmente en cuestiones en tensión. La aparición de redes inteligentes o Smart Grid deben contribuir al equilibrio general de la red de transporte (frecuencia, tensión), con el equilibrio las redes locales de distribución. Para ello los operadores europeos reflexionan sobre las soluciones técnicas pertinentes teniendo en cuenta la evolución de los modos de generación, hoy por hoy muy centralizados (hidroeléctrica, térmicas, nucleares...), pero que podrían llegar a ser mucho más descentralizados en un futuro cercano (energía eólica, energía solar fotovoltaica, etc.)

## Equipos utilizados en redes de distribución
- Equipos de transformación
- Conductores
- Torres eléctricas
- Equipos de Protección, incluyendo toda la aparmenta de protección, la puesta a tierra de los distintos equipos y los sistemas de aisladores entre torres y conductores.

## Sistema de protecciones
Conductores preaislados, fusibles, seccionadores en carga, seccionalizadores, órganos de corte de red, reconectadores, interruptores, pararrayos- autoválvulas.
Protecciones secundarias asociadas a transformadores de medida, como son relés de protección

## Regulación para distribución por países

### Colombia[12]
En Colombia los sistemas de distribución, como todo lo relacionado con los sistemas de potencia, está regulado por la Comisión de Regulación de Energía y Gas (CREG). En resolución 70 del 28 de mayo de 1998 se establecen los siguientes niveles de tensión, en los cuales se realizan las instalaciones de distribución y transmisión:
- Nivel de tensión I: tensiones inferiores a 1 kV
- Nivel de tensión II: tensiones comprendidas entre 1 a 30 kV
- Nivel de tensión III: tensiones comprendidas entre 30 kV y 62 kV
- Nivel de tensión IV: tensiones de valor mayor a 62 kV

Según la resolución CREG 097 de 2008, se redefinen los siguientes niveles de tensión, modificando los anteriores así:
- Nivel de tensión I: tensiones inferiores a 1 kV
- Nivel de tensión II: tensiones comprendidas entre 1 a 30 kV
- Nivel de tensión III: tensiones comprendidas entre 30 kV y 57.5 kV
- Nivel de tensión IV: tensiones de valor mayor a 57.5 kV

## CUPS
Se puede saber cuál es la distribuidora eléctrica a través del CUPS en la factura eléctrica o preguntando a la comercializadora.

## Comercialización de la electricidad
La comercialización de la electricidad es la fase final en el suministro de electricidad desde la generación al consumidor. Los otros procesos principales son la transmisión y la distribución, sin perjuicio del autoconsumo. En España hay más de 250 comercializadoras de electricidad operando en el mercado.